# Nelson Panciatici

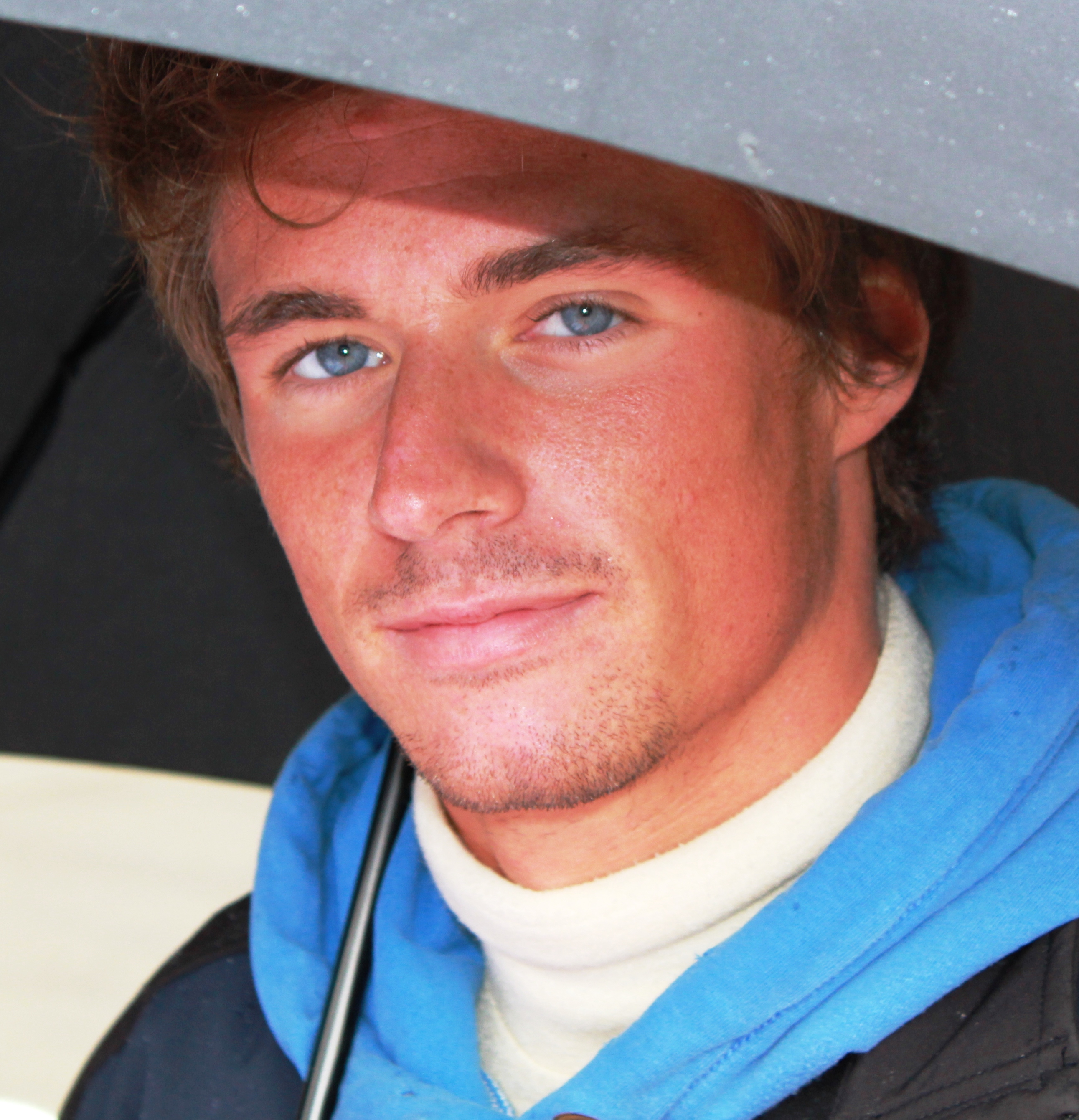
Nelson Panciatici (2011)

Nelson Panciatici (* 26. September 1988 in Reims) ist ein französischer Rennfahrer. Er trat 2010 und 2011 in der Formel Renault 3.5 an.

## Karriere
Panciaticis Motorsportkarriere begann 1998 im Kartsport, den er bis 2004 ausübte. Daraufhin wechselte er 2005 in die französische Formel Renault und belegte den 13. Platz in der Gesamtwertung. In der folgenden Saison blieb der junge Franzose in dieser Serie und verbesserte sich auf den fünften Gesamtrang. Insgesamt gewann Panciatici ein Rennen in dieser Serie. Außerdem startete Panciatici 2006 bei einigen Rennen des Formel Renault 2.0 Eurocups. 2007 wurde Panciatici durch das Renault-Driver-Development-Programm unterstützt und fuhr eine komplette Saison im Formel Renault 2.0 Eurocup. Am Saisonende belegte er den zehnten Platz in der Gesamtwertung. 2008 wechselte Panciatici in die spanische Formel 3 und gewann auf Anhieb den Vizemeistertitel hinter dem Spanier Germán Sánchez. Außerdem startete Panciatici am Formel-3-Euroserie-Rennwochenende in Le Mans.

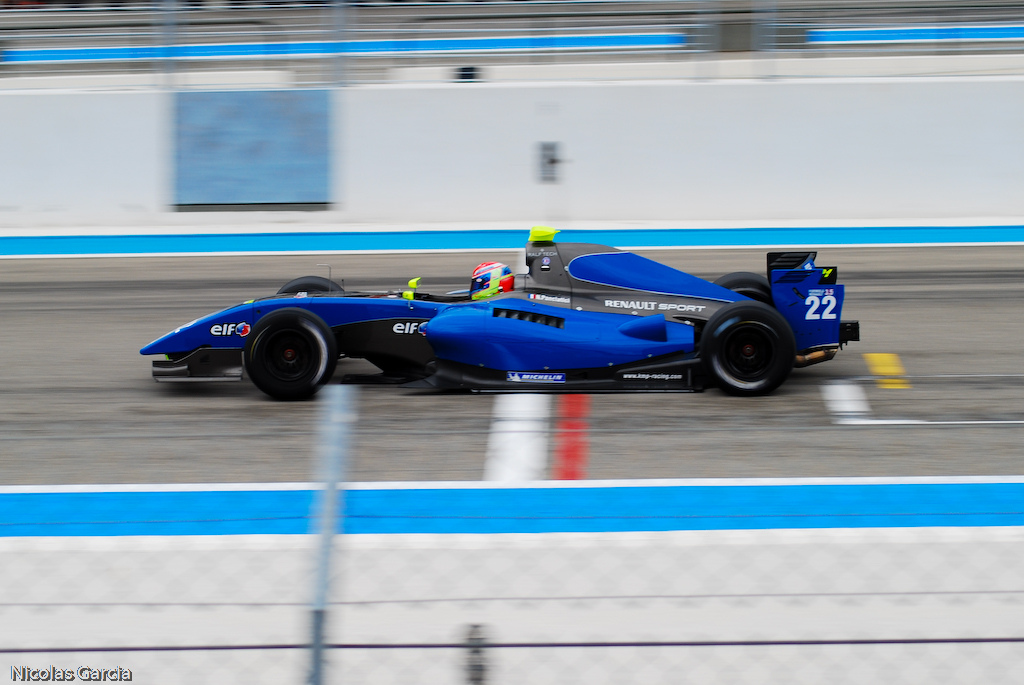
Panciatici für KMP Racing in der Formel Renault 3.5 in Le Castellet

Anfang 2009 absolvierte Panciatici GP2-Testfahrten für Durango und wurde kurz darauf von Durango als Fahrer für die kommende Saison bestätigt. Er konnte an den ersten acht Rennwochenenden keine Punkte holen. Am neunten und zehnten Rennwochenende nahm sein Team nicht teil. Außerdem startete er in der Saison 2009 der Superleague Formula für das von Barazi-Epsilon betreute Team von Olympique Lyon an. Er war allerdings nie besser als auf dem neunten Platz klassifiziert. 2010 wechselte Panciatici in die Formel Renault 3.5, in der er an der Seite von Daniil Mowe für den von Mofaz Racing betreuten Rennstall Junior Lotus Racing fuhr. Mit regelmäßigen Punkteplatzierungen belegte er am Saisonende den zwölften Gesamtrang. 2011 bestritt Panciatici seine zweite Saison in der Formel Renault 3.5 und ging für KMP Racing an den Start. Mit einem dritten Platz als bestes Resultat beendete er die Saison auf dem neunten Platz der Fahrerwertung. Mit 55 zu 22 Punkten setzte er sich gegen seinen Teamkollegen Anton Nebylizki durch.

## Statistik

### Karrierestationen
| - 1998–2004: Kartsport - 2005: Französische Formel Renault (Platz 13) - 2006: Französische Formel Renault (Platz 5) | - 2007: Formel Renault 2.0 Eurocup (Platz 10) - 2008: Spanische Formel 3 (Platz 2) - 2009: GP2-Serie (Platz 24) | - 2010: Formel Renault 3.5 (Platz 12) - 2011: Formel Renault 3.5 (Platz 9) |

### Le-Mans-Ergebnisse
| Jahr | Team                    | Fahrzeug     | Teamkollege      | Teamkollege        | Platzierung | Ausfallgrund |
| ---- | ----------------------- | ------------ | ---------------- | ------------------ | ----------- | ------------ |
| 2012 | Signatech Nissan        | Oreca 03     | Pierre Ragues    | Roman Russinow     | Rang 10     |              |
| 2013 | Signatech Alpine        | Alpine A450  | Pierre Ragues    | Tristan Gommendy   | Rang 14     |              |
| 2014 | Signatech Alpine        | Alpine A450  | Paul-Loup Chatin | Oliver Webb        | Rang 7      |              |
| 2015 | Signatech Alpine        | Alpine A450b | Paul-Loup Chatin | Vincent Capillaire | Ausfall     | Unfall       |
| 2016 | Baxi DC Racing Alpine   | Alpine A460  | David Cheng      | Ho-Pin Tung        | Ausfall     | Unfall       |
| 2017 | Signatech Alpine Matmut | Alpine A470  | Pierre Ragues    | André Negrão       | Rang 4      |              |

### Sebring-Ergebnisse
| Jahr | Team                   | Fahrzeug | Teamkollege | Teamkollege   | Platzierung | Ausfallgrund |
| ---- | ---------------------- | -------- | ----------- | ------------- | ----------- | ------------ |
| 2018 | JDC-Miller Motorsports | Oreca 07 | Robert Alon | Simon Trummer | Rang 9      |              |

### Einzelergebnisse in der FIA-Langstrecken-Weltmeisterschaft
| Saison | Team           | Rennwagen      | 1   | 2   | 3   | 4   | 5   | 6   | 7   | 8   | 9   |
| ------ | -------------- | -------------- | --- | --- | --- | --- | --- | --- | --- | --- | --- |
| 2012   | Signatech      | Oreca 03       | SEB | SPA | LEM | SIL | SAO | BAH | FUJ | SHA |     |
| 2012   | Signatech      | Oreca 03       |     | 30  | 10  | 10  | 14  | 10  | DNF | 13  |     |
| 2013   | Signatech      | Alpine A450    | SIL | SPA | LEM | SAO | AUS | FUJ | SHA | BAH |     |
| 2013   | Signatech      | Alpine A450    | 14  |     |     |     |     |     |     |     |     |
| 2014   | Signatech      | Alpine A450    | SIL | SPA | LEM | AUS | FUJ | SHA | BAH | SAO |     |
| 2014   | Signatech      | Alpine A450    | 7   |     |     |     |     |     |     |     |     |
| 2015   | Signatech      | Alpine A450    | SIL | SPA | LEM | NÜR | AUS | FUJ | SHA | BAH |     |
| 2015   | Signatech      | Alpine A450    | DNF | 13  | DNF | 11  | 11  | 10  | 9   | 10  |     |
| 2016   | Racing Alpine  | Alpine A460    | SIL | SPA | LEM | NÜR | MEX | AUS | FUJ | SHA | BAH |
| 2016   | Racing Alpine  | Alpine A460    | 11  | DNF | DNF | 14  | 11  | 26  |     |     |     |
| 2017   | Signatech      | Alpine A470    | SIL | SPA | LEM | NÜR | MEX | AUS | FUJ | SHA | BAH |
| 2017   | Signatech      | Alpine A470    |     | 12  | 4   | DNF |     |     |     |     |     |
| 2021   | ARC Bratislava | Ligier JS P217 | SPA | POR | MON | LEM | BAH | BAH |     |     |     |
| 2021   | ARC Bratislava | Ligier JS P217 |     |     | 14  |     |     |     |     |     |     |